# Gli effetti dei raggi gamma sui fiori di Matilda
Gli effetti dei raggi gamma sui fiori di Matilda è un film del 1972 diretto da Paul Newman, tratto dalla pièce teatrale di Paul Zindel.
Fu presentato in concorso al 26º Festival di Cannes, dove la protagonista Joanne Woodward vinse il premio per la miglior interpretazione femminile.

## Trama
Beatrice Hansdoofer è una donna di mezza età, vedova, molto frustrata per non avere mai raggiunto ciò che desiderava. Forse, però, nemmeno lei sa cosa avrebbe voluto raggiungere. Il suo comportamento, talvolta comico, talvolta esageratamente aspro e drammatico, la porta a consumare un'esistenza assai inconcreta. Vive con la pensione di guerra del marito e, per arrotondare, affitta una stanza a vecchi bisognosi di cure. Beatrice ha due figlie: Ruth, disinibita ed interessata soprattutto a flirtare coi coetanei e Matilda, molto introversa e studiosa. Quando Matilda vince il premio della scuola come miglior rappresentante degli esperimenti scientifici, Beatrice vorrebbe intervenire alla festa in onore della figlia ma, improvvisamente, i fantasmi del passato riemergono: la scuola è tutt'oggi frequentata da insegnanti e impiegati che conoscono la gioventù di Beatrice, piena di comportamenti ridicoli posti in essere, forse, per raggiungere qualche imprecisato sogno di notorietà. Beatrice interviene alla festa mettendo in ridicolo se stessa e le figlie, poi tutto riparte da zero, come se nulla fosse mai successo.

## Distribuzione
In Italia il film fu presentato alla Mostra del cinema di Pesaro solo sette anni dopo la sua realizzazione e venne poi trasmesso per la prima volta in tv (su Italia 1) nel 1984.

### Edizioni home video
Nel 2022 ne è uscita una versione in DVD con audio originale in inglese e con doppiaggio originale italiano.

## Riconoscimenti
- Festival di Cannes 1973
  - miglior interpretazione femminile (Joanne Woodward)

## Curiosità
La figlia minore di Beatrice è interpretata da Nell Potts, pseudonimo di Nell Newman, figlia di Joan Woodward e di Paul Newman, mentre l'altra giovane interprete, Roberta, è la figlia di Eli Wallach. Nel film il suo personaggio conduce esperimenti con i fiori e da adulta Nell ha davvero intrapreso la carriera di biologa e ambientalista.